# 维泰尔布
维泰尔布（法語：Viterbe，法語發音：[vitɛʁb]）是法国奥克西塔尼大区塔恩省的一个市镇，属于卡斯特尔区。

## 地理
维泰尔布（43°40'39"N, 1°55'48"E）面积6.51 平方千米，位于法国奧克西塔尼大區塔恩省，该省份为法国南部内陆省份，北起顺时针与阿韦龙省、埃罗省、奥德省、上加龙省和塔恩-加龙省接壤。
与维泰尔布接壤的市镇（或旧市镇、城区）包括：泰索德、菲亚克、拉沃尔。
维泰尔布的时区为UTC+01:00、UTC+02:00（夏令时）。

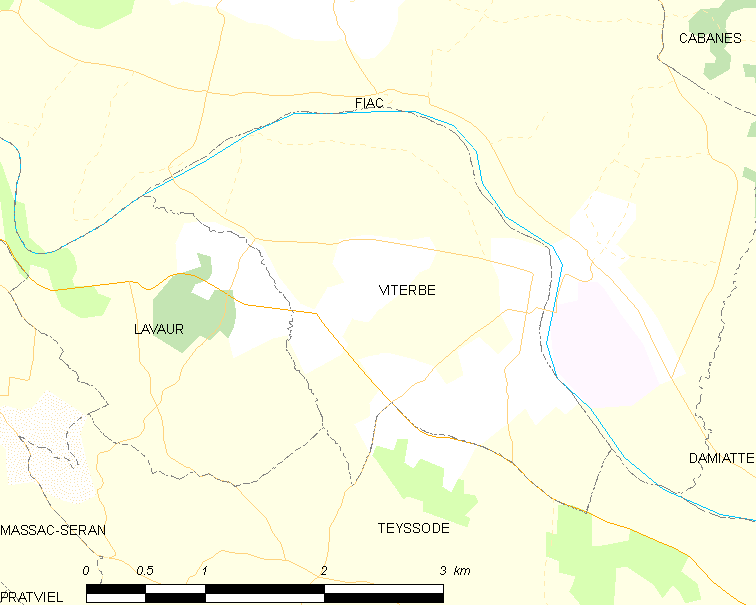
维泰尔布的OSM定位图

## 行政
维泰尔布的邮政编码为81220，INSEE市镇编码为81323。

## 政治
维泰尔布所属的省级选区为阿古平原县。

## 人口

1962-2008年间维泰尔布人口变化图示

维泰尔布于2022年1月1日时的人口数量为360人。